# قرصعنة أغافية الأوراق

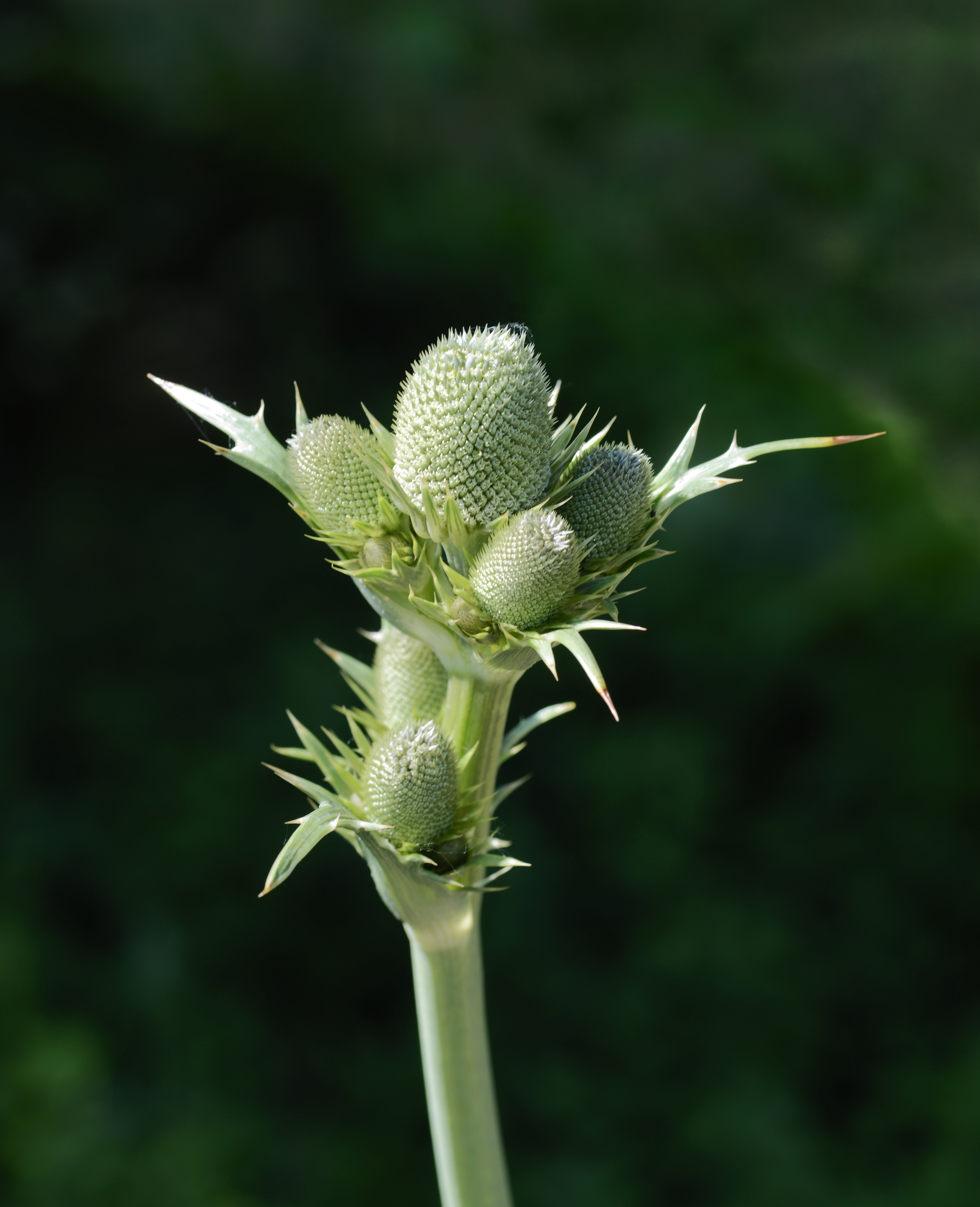

قرصعنة أغافية الأوراق (الاسم العلمي:Eryngium agavifolium) هي نوع من النباتات تتبع جنس القرصعنة من الفصيلة الخيمية.